# Marco Alessandrini
Marco Alessandrini (Pescara, 25 dicembre 1970) è un politico e giurista italiano, sindaco di Pescara dal 2014 al 2019.

## Biografia
È figlio del sostituto procuratore della Repubblica Emilio Alessandrini, assassinato a Milano il 29 gennaio del 1979 dal gruppo terroristico Prima Linea. All'Università degli Studi di Milano consegue nel 1995 la laurea in Giurisprudenza, e conduce il praticantato in uno studio legale. Torna poi a Pescara dove esercita la professione di avvocato civilista. Per anni collabora con l'Università degli Studi Gabriele d'Annunzio ed è autore di diversi commenti in tema di diritto civile.

## Attività politica
Alle elezioni comunali di Pescara del 2008 si candida nelle liste del Partito Democratico, viene eletto consigliere comunale e in seguito nominato assessore. Dopo le dimissioni del sindaco Luciano D'Alfonso, concorre alle elezioni anticipate del 2009 come candidato sindaco del centro-sinistra, ma viene sconfitto da Luigi Albore Mascia della coalizione di centro-destra.
Nel 2014 alle elezioni primarie per la scelta del candidato sindaco di centro-sinistra è il più votato al primo turno, senza raccogliere però la maggioranza assoluta; a causa del ritiro del secondo classificato Antonio Biasioli (poi nominato vicesindaco nella Giunta Alessandrini dal 2016), Alessandrini non ha bisogno del ballottaggio per essere indicato quale candidato della coalizione. Al primo turno elettorale del 25 maggio raccoglie il 43% e al successivo ballottaggio sconfigge con il 66,3% il sindaco uscente Albore Mascia. Si insedia il 16 giugno.
Il lavoro svolto dalla giunta Alessandrini ha portato al risanamento delle casse del comune di Pescara, che aveva accumulato nel corso della precedente amministrazione guidata da Albore Mascia un debito tale da determinare una dichiarazione di predissesto finanziario. Al termine dei cinque anni, Alessandrini annuncia di non ricandidarsi per un secondo mandato.